# Tqemali

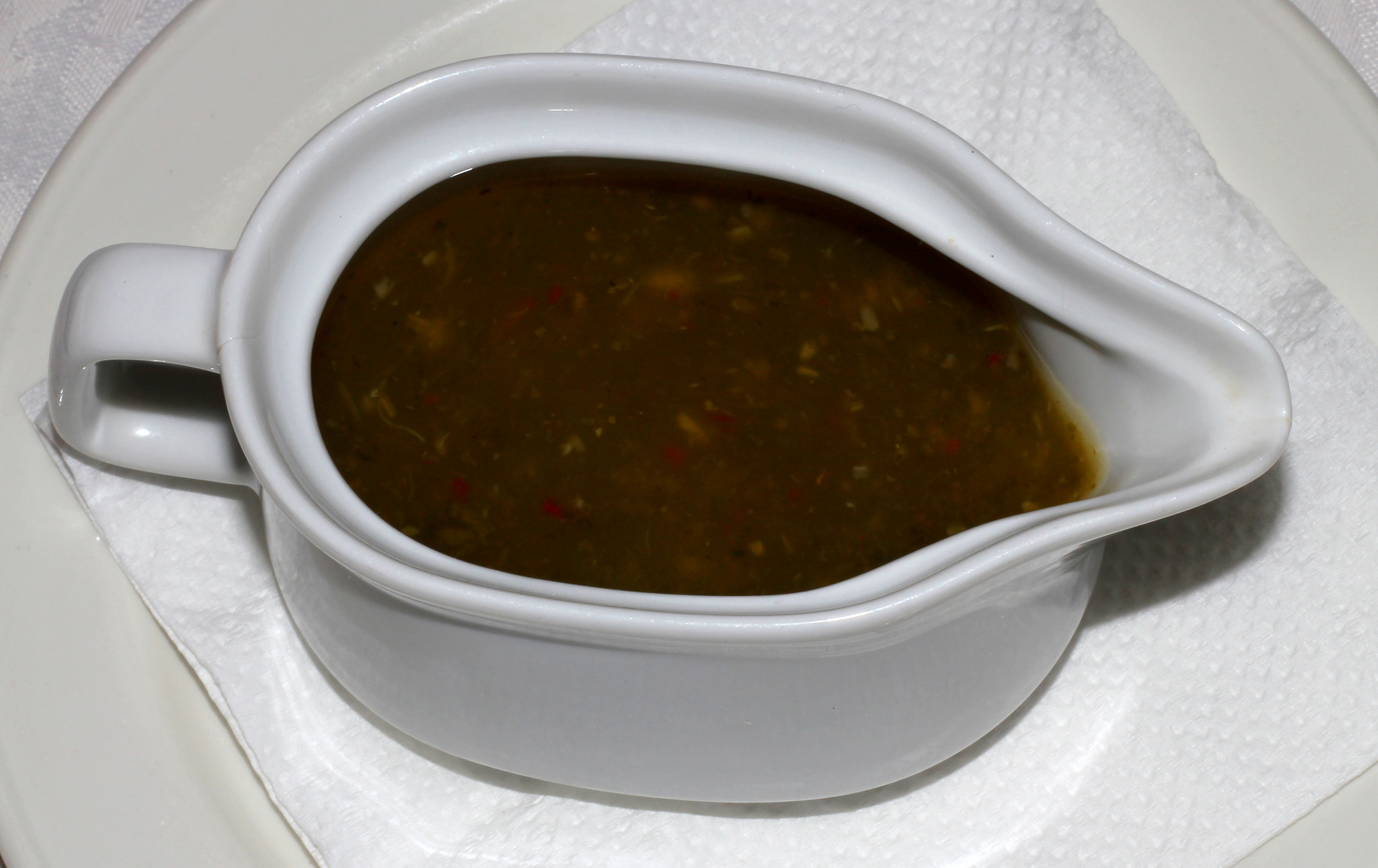
Tqemali

Tqemali (georgisch ტყემალი; tʼqʼɛmɑlɪ) ist eine in Georgien sehr beliebte scharf-saure Sauce, die aus gekochten Kirschpflaumen und mit verschiedenen Gewürzen (z. B. Koriander, Polei-Minze, Dill, Knoblauch oder Peperoni) zubereitet wird. Als Hauptbestandteil können sowohl die reifen als auch die unreifen Früchte genutzt werden, was dann zu einer roten bzw. grünen Sauce führt. Tqemali wird sehr häufig als kalte Sauce zu Kartoffeln oder Fleischgerichten serviert. Üblicherweise bewahrt man sie nach der Herstellung im Kühlschrank auf.

## Wortherkunft
Tqemali (georgisch ტყემალი; tʼqʼɛmɑlɪ) ist die Kurzform von ტყემლის საწებელი (tʼqʼɛmlɪs sat͡sebeli), d. h. "Saure Soße/Tunke aus Kirschpflaume", welches die überwiegende Zubereitung ist. Saure Soßen werden ebenso aus Alutscha (ალუჩის საწებელა, alut͡ʃis  sat͡sebela), Sauerkirsche (ალუბლის საწებელა, alublis  sat͡sebela) und Kornelkirsche (შინდის საწებელა, ʃindis  sat͡sebela) bereitet. Zunehmend wird in Georgien der Begriff "Tqemali" als Oberbegriff für "Saure Tunke" verwendet.